# 世界の果てに君がいても
「世界の果てに君がいても」（せかいのはてにきみがいても）は、喜多修平の楽曲。喜多の6枚目のシングルとして2011年10月26日にLantisから発売された。

## 概要
前作「世界で一番恋してる」から約5ヶ月ぶりのリリースで、2011年2作目のシングル。
表題曲は、前作同様、テレビアニメ『世界一初恋2』、インターネットラジオ『世界一初恋 〜WEBラジオの場合〜』の第13回からのオープニングテーマに起用された。自身の楽曲がテレビアニメの主題歌に起用されるのは前作から2作連続。
カップリング曲「その時が来るまで」は前作同様、同アニメのイメージソングに起用されている。3曲目の作詞、作曲を喜多が手掛けてるのは前作から2作連続。また、「その時が来るまで」は、インターネットラジオ『世界一初恋 〜WEBラジオの場合〜』の第14回で初公開された。
ディスクジャケットは、前々作「Secret Garden」以来の自身が写っているジャケットデザインになっている。なお、ジャケットテーマは「アグレッシブ」であった。また、前々作以来でオフヴォーカルバージョンが収録されている。
本作と『世界一初恋』のエンディングテーマに起用されたサクラメリーメンの8枚目のシングル「アイコトバ」の発売を記念して2011年11月12日、11月19日にタワーレコード新宿店、アニメイト横浜店で発売記念イベントが開催された。内容はトーク、ミニライブ、サイン会を行った。

## 批評
CDジャーナルは、「パワフルかつポジティブなイメージのアップテンポの曲である。」と評した。

## 収録曲
1. 世界の果てに君がいても [3:56]
作詞：こだまさおり、作曲・編曲：宮崎誠
  - テレビアニメ『世界一初恋2』オープニングテーマ

ノリの良いメロディで、前作の楽曲イメージを残している疾走感がある爽快なアップテンポの曲で[6][5]、レコーディングの時は「走りながら唄って欲しい」という指摘を受け軽いランニングをした後に唄入れを行ったという[7]。
楽曲を初めて聴いた時に『世界一初恋のイメージにあってる曲。』と感じたと語っている。また、喜多はメロディはDメロのギターソロ、詞はタイトルの「世界の果てに君がいても」というフレーズが好きであるという[7]。
2. その時が来るまで [4:44]
作詞：こだまさおり、作曲：岡本健介、編曲：清水哲平
  - テレビアニメ『世界一初恋2』イメージソング
3. Starlight Rhapsody [4:21]
作詞・作曲：喜多修平、編曲：中土智博
4. 世界の果てに君がいても（Instrumental）
5. その時が来るまで（Instrumental）
6. Starlight Rhapsody（Instrumental）

## 収録アルバム
| 曲名                   | アルバム         | 発売日        |
| ---------------------- | ---------------- | ------------- |
| 世界の果てに君がいても | 『ユメノキセキ』 | 2012年2月29日 |
| その時が来るまで       | 『ユメノキセキ』 | 2012年2月29日 |